# أحمد المرزوقي (مغربي)
أحمد المرزوقي (مواليد 1947)، هو ضابط عسكري سابق مغربي.
من مواليد قرية بوعجول شمال مدينة فاس بالمغرب سنة 1947، التحق بالأكاديمية العسكرية وتخرج منها عام 1969 برتبة ملازم ثان، قضى عاما بعد تخرجه في فوج المشاة ثم التحق كمدرس ومدرب في مدرسة أهرمومو العسكرية التي تقع شرق مدينة فاس.
وفي العاشر من يوليو/تموز 1971 وجد نفسه مع كافة منتسبي مدرسة أهرمومو متورطا في محاولة انقلابية كان يقودها قائد المدرسة آنذاك الكولونيل أمحمد أعبابو ضد ملك المغرب الحسن الثاني، وقد عرفت هذه المحاولة تاريخيا باسم محاولة انقلاب الصخيرات، وبعد فشل المحاولة ومقتل كثير من المشاركين فيها حوكم المرزوقي عسكريا مع الناجين من زملائه وحكم عليه بالسجن، قضى عشرين عاما، حيث رُحّل بعد عامين مع كثير من زملائه من السجن العسكري إلى معتقل تزمامارت الرهيب ليقضي فيه 18 عاما.أفرج عنه في 15 أكتوبر 1991.

## من مؤلفاته
- تزمامرت ... الزنزانة رقم 10[2]
- محنة الفراغ - منشورات طارق , 2012
- النبأ العظيم- منشورات طارق , 2016

## الجوائز
- نظمت السفارة الفرنسية من خلال قنصليتها العامة بالدار البيضاء حفلا لتوزيع جائزة أطلس الكبرى الفرنسية للكتاب لعام 2001 السنوية :
- حصل أحمد المرزوقي على جائزة تقديرية على عمله «تازمامارت: الزنزانة رقم 10».

## وصلات خارجية
- فيديو : أحمد المرزوقي ضيف في برنامج زيارة خاصة (قناة الجزيرة 2002)
- فيديو : أحمد المرزوقي ضيف في برنامج شاهد على العصر(قناة الجزيرة 2009)
- ا